# Лагоріо Олександр Євгенович
Олекса́ндр Євге́нович Лаго́ріо (нім. Alexander Evgenievic Karl Leo von Lagorio; 1852—1944) — вчений-петрограф, кристалограф і мінералог, дійсний статський радник (1900), таємний радник (1907).

## Життєпис
Народився 27 серпня 1852 року в Феодосії в родині Євгена Феліксовича Лагоріо, сина неаполітанського віце-консула Феліче (Фелікса) Лагоріо.
Початкову освіту він здобув удома, після чого навчався в Кишинівській класичній гімназії з 1866 по 1870 рік.
1870 року він продовжив навчання в Дерптському університеті (Естонія) — спочатку вивчав зоологію, але згодом зацікавився геологією. 1875 року закінчив університет, здобувши ступінь бакалавра мінералогії.
Там же він ропочав свою наукову і педагогічну дільяність. В якості асистента кафедри геології читав лекції з мінералогії у Дерптському ветеринарному інституті.
Він здобув ступінь магістра в 1877 році, після завершення дослідницької поїздки на Кавказ і в Крим та презентації дисертації «Про андезити Кавказу», а в травні 1880 року він здобув ступінь доктора наук, захистивши дисертацію на тему «Порівняльно-петрографічні дослідження кримських масивних порід». В тому ж році він був призначений доцентом Імператорського Варшавського університету, в якому пропрацював 18 років.
Від 1881 року був секретарем, а 1894—1901 років — деканом факультету фізико-математичних наук цього вишу.
1885 року став ординарним професором кафедри мінералогії.
1896 року був обраний членом-корреспондентом Петербурзької академії наук, а 1897 року став членом Санкт-Петербурзького товариства дослідників природи.
1897 — член оргкомітету Варшавського політехнічного інституту, а з квітня 1898 — перший директор цього вишу, в якому також був деканом гірничого відділення..
1904—1917 — керуючий учбовим відділом, член ради з навчальних справ і голова Вченого Комітету Міністерства торгівлі і промисловості Росії.
1917 року з родиною переїхав до Фінляндії, а у жовтні 1920 року — до Берліна, де став помічником Вільгельма Оствальда, лауреата Нобелівської премії з хімії 1909 року. Працював у галузі хімічної геології та кольорознавства у Дрездені та Берліні.
В деяких джерелах зазначалось, що він помер 1922 року в Берліні, проте професору Еріку Амбургеру вдалось дізнатись точну дату смерті Лагоріо — він помер в Мюнхені 25 березня 1944 року. Його листи до Вільгельма Оствальда також доводять, що Лагоріо був ще живий у 1930-х роках.

## Наукові праці
- 1876 — «Mikroskopische Analyse ostbaltischer Gebirgsarten»
- 1880 — «Vergleichend petrographische Untersuchungen über die massigen Gesteine der Krym»
- 1887 — «Über die Natur der Glasbasis, sowie der Krystallisationsvorgänge im eruptiven Magma»
- 1878 — «Die Andesite des Caucasus»
- 1897 — «О причинах разнообразия изверженных пород»

## Родина
Батько, Лагоріо Євген Феліксович (1820—1854) — намісник в Криму, колезький реєстратор Сімферопільського окружного управління. Мати Аделаїда (1829—1887), уроджена Бернардацці, швейцарсько-італійського походження.
Дядько, Лагоріо Лев Феліксович (1826—1905) — видатний художник-мариніст. Дід, Фелікс Лагоріо (1781—1857) — віце-консул Королівства Обох Сицилій у Феодосії.
Дружина Жюлі-Луїза (уроджена фон Фалтін; 1860—1836). Донька Аделаїда Лагоріо (1886—1976) — художниця-мініатюристка Донька Марія Ісцеленнова (1893—1979) — живописець, графік. Син Олександр фон Лагоріо (1890—1965) — німецький кінооператор.
Троюрідний брат, Лагоріо Євген Олександрович (1843—1896) був директором Київського реального училища в 1895—1889 роках.